# Pastinak
Der Pastinak (Pastinaca sativa), insbesondere in der Schweiz auch die Pastinake genannt, ist eine Pflanzenart aus der Gattung der Pastinaken (Pastinaca) innerhalb der Familie der Doldenblütler (Apiaceae). Als Wildform gilt Pastinaca sativa subsp. sativa var. pratensis (Wiesen-Pastinak); die Kulturform Gemüse-Pastinak wird als Pastinaca sativa subsp. sativa var. sativa bezeichnet.
Der Pastinak wurde durch den Verein zur Erhaltung der Nutzpflanzenvielfalt zum Gemüse des Jahres 2011/2012 in Deutschland gewählt.

## Beschreibung und Ökologie

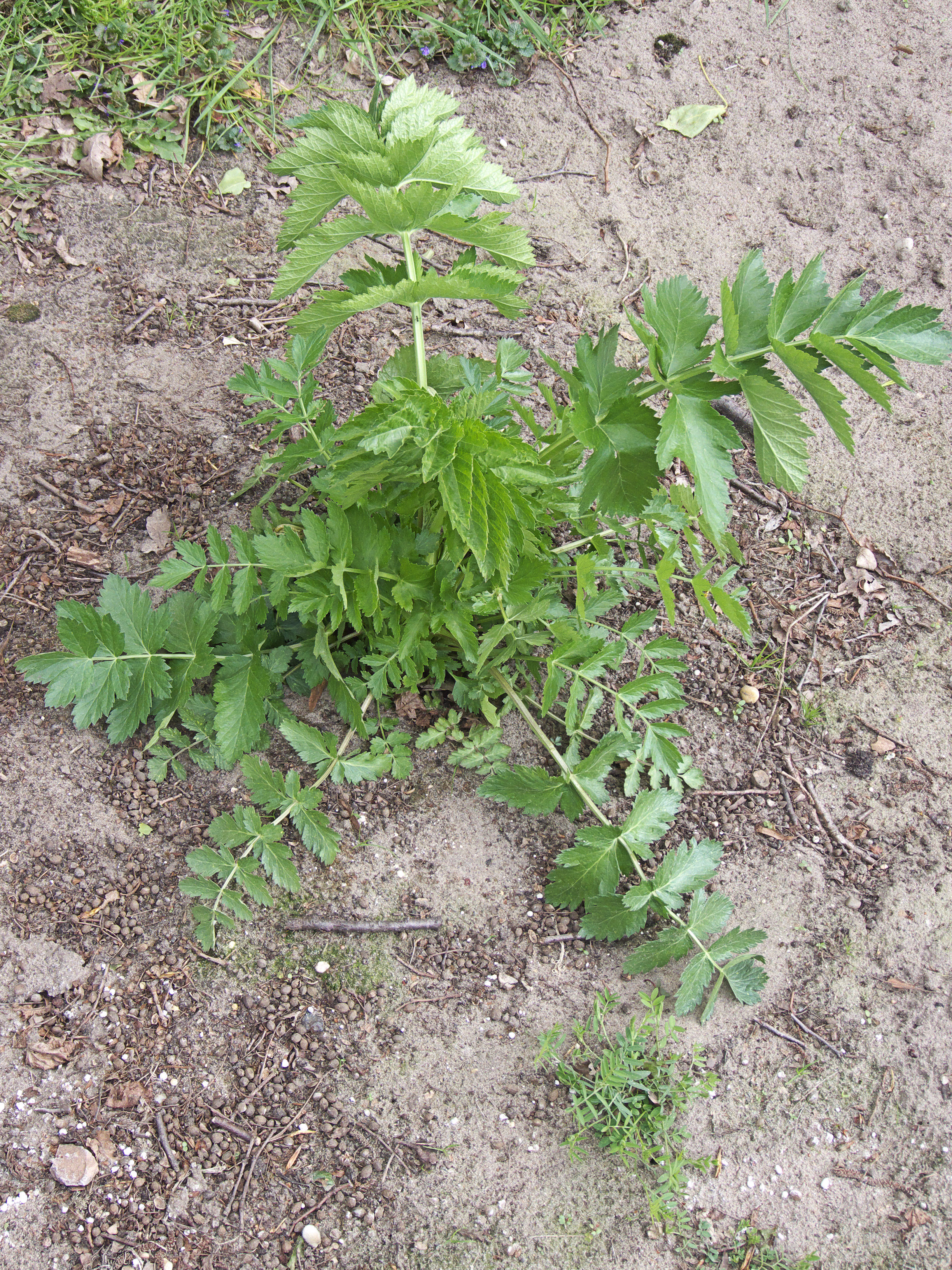
Blattrosette

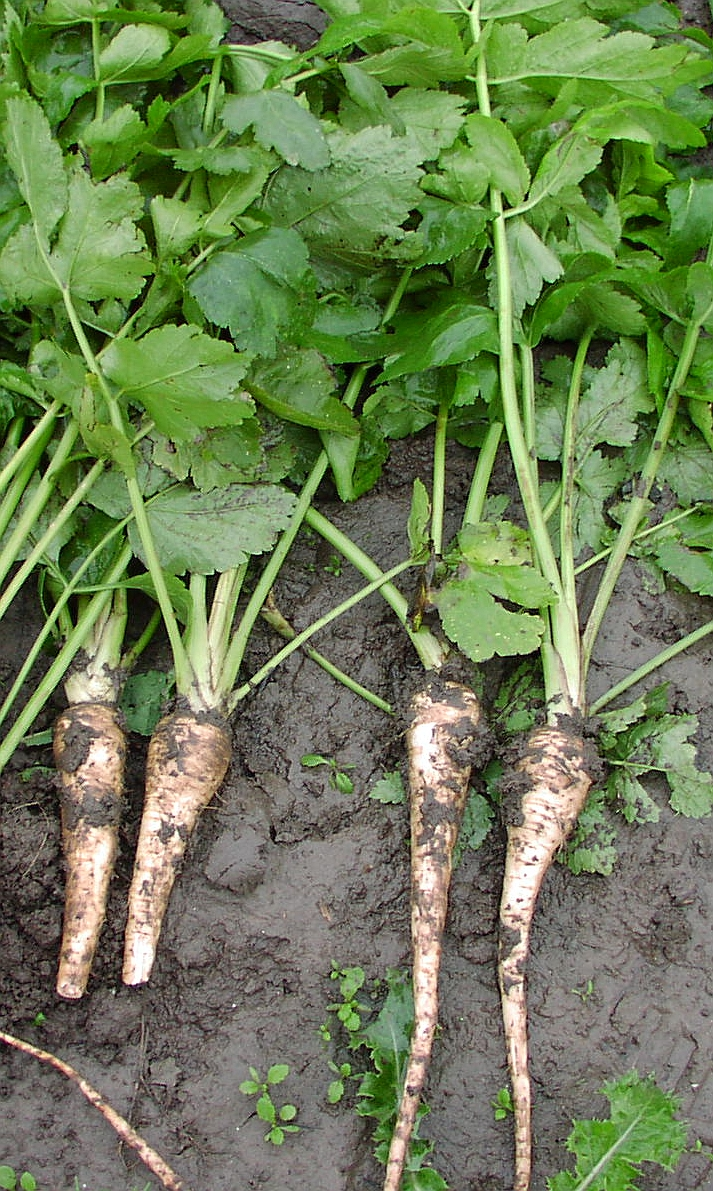
Geerntete Pastinake

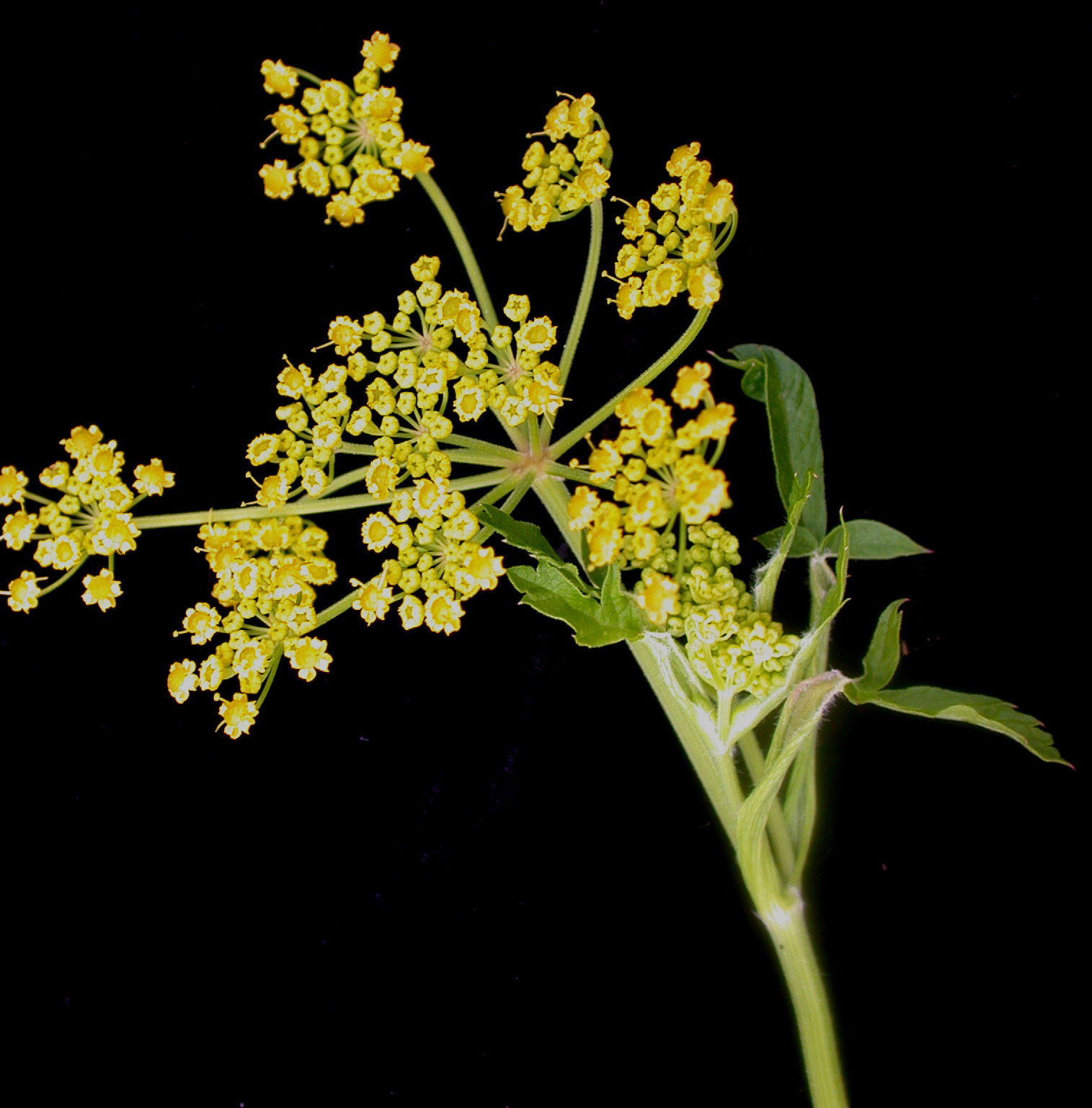
Doppeldolde

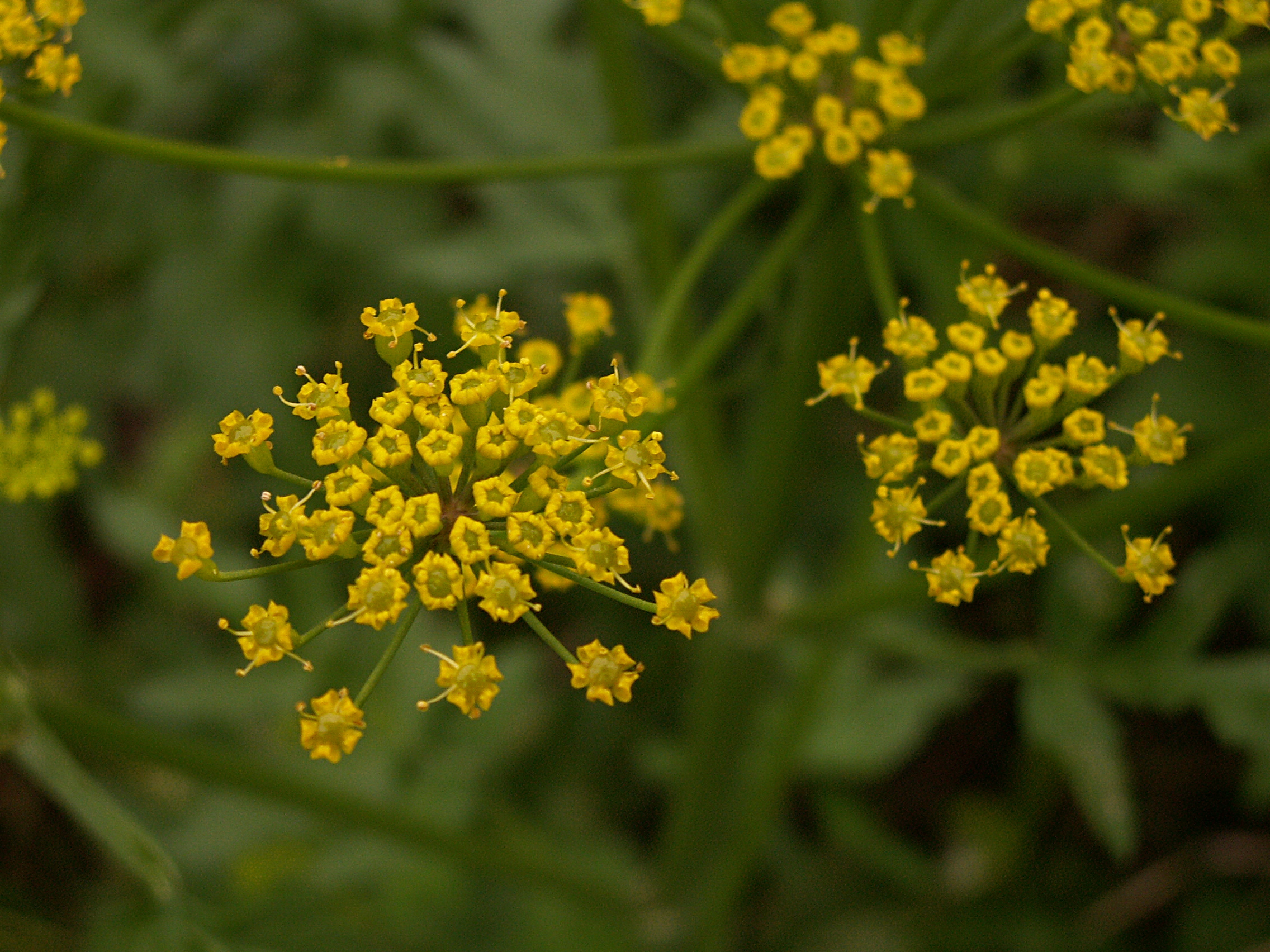
Döldchen und Blüten

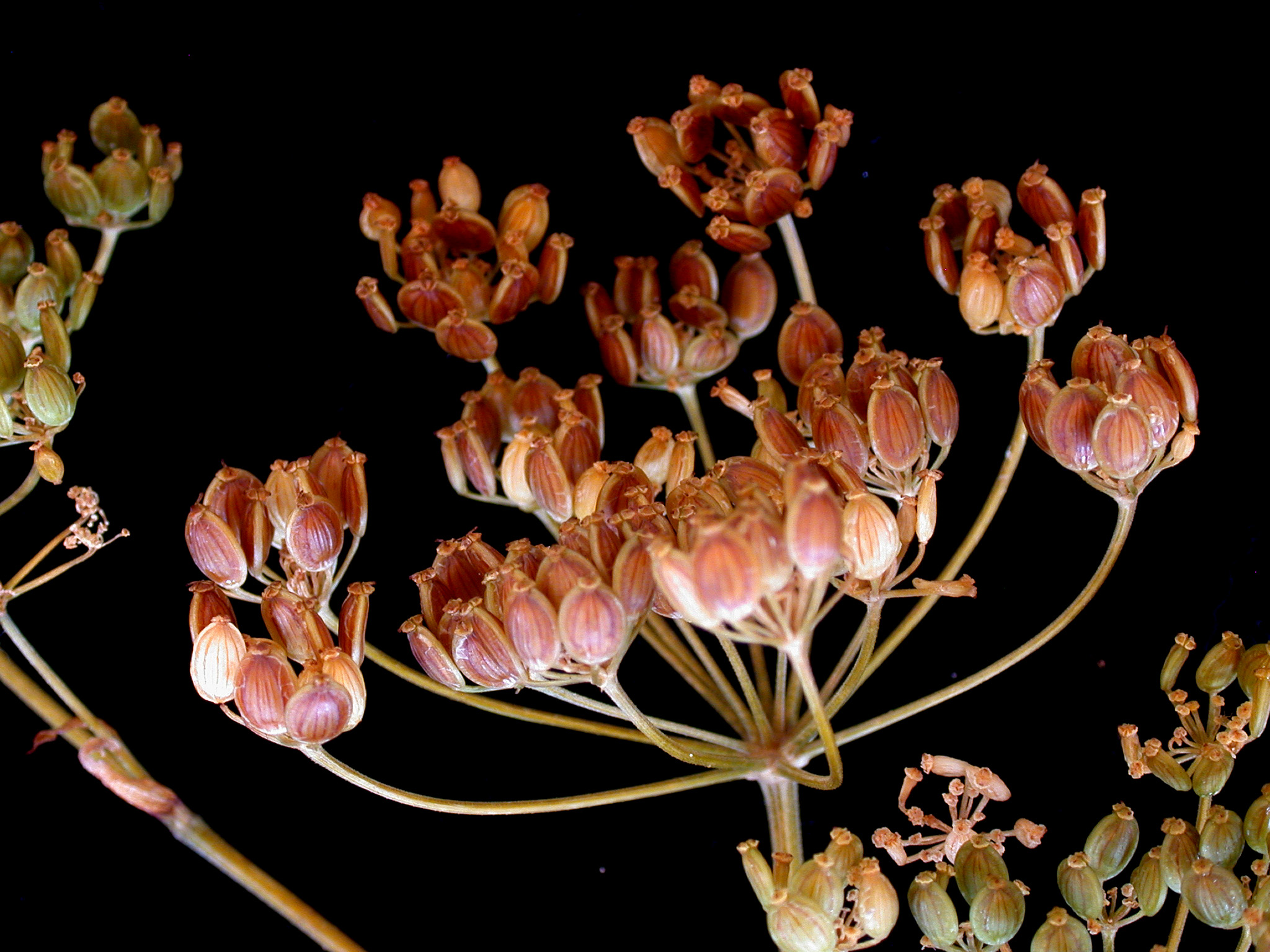
Fruchtstand

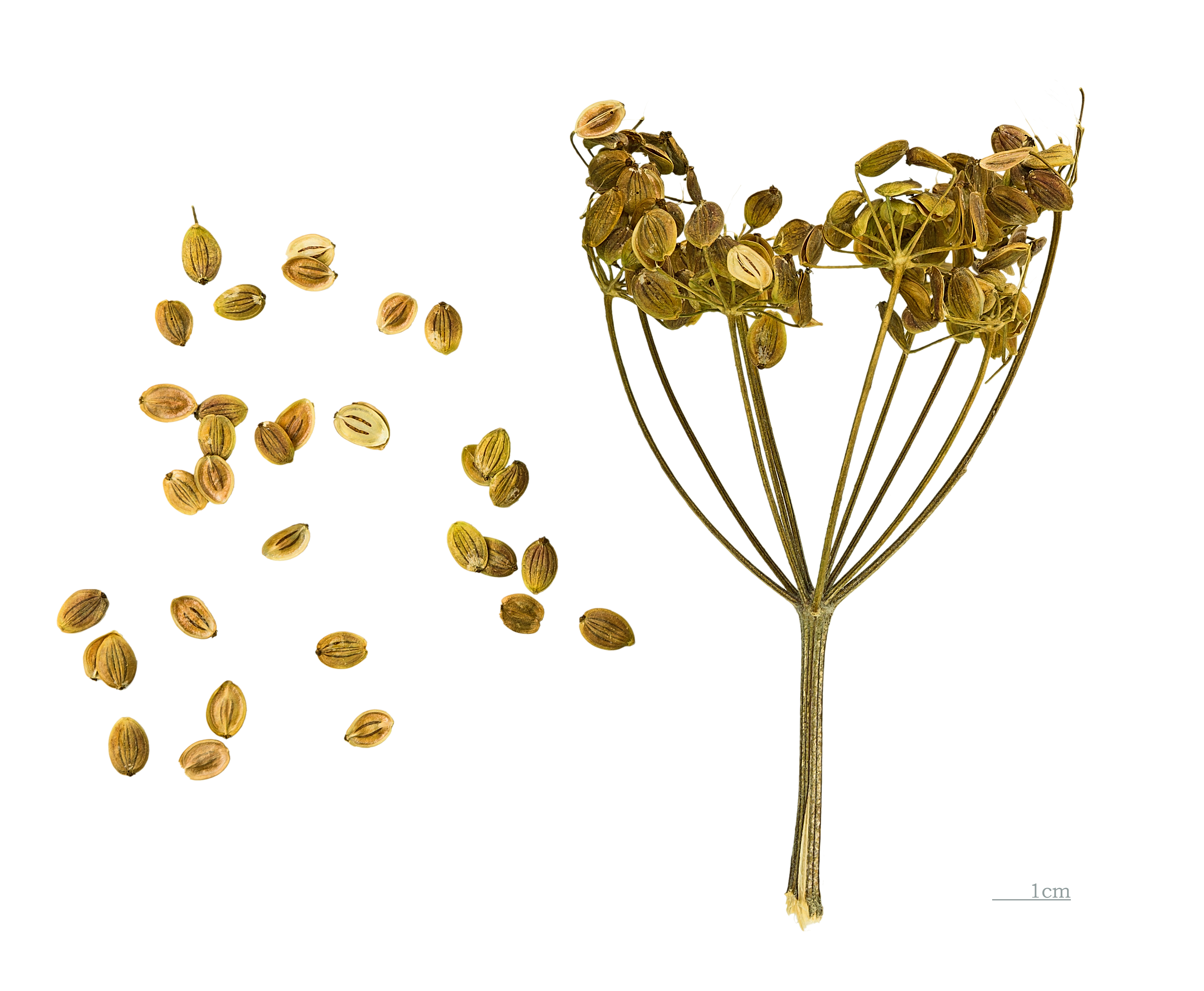
Fruchtstand und Früchte

### Vegetative Merkmale
Pastinak wächst als zweijährige krautige Pflanze und erreicht Wuchshöhen von 30 bis 120 Zentimetern, selten auch bis 300 Zentimetern. Es handelt sich um eine Halbrosettenpflanze mit fleischiger Rübe, im Bau ähnlich der Möhre (Daucus). Der intensive, angenehme Geruch der ganzen Pflanzenteile ist süßlich, etwas dem wilden Fenchel (Foeniculum vulgare) ähnlich. Der Stängel ist kantig gefurcht. Nach dem ersten Jahr wird eine Rübe als Speicherorgan ausgebildet. Die Rübe ist von gelblich-weißer Farbe; bei der Wildform ist sie dünn und hart, bei den Kulturvarietäten bis zu 6 Zentimeter dick, 20 Zentimeter lang, kegelförmig und bis zu 1,5 Kilogramm schwer. Es wurde schon Wurzeln von 62 Zentimeter Länge gemessen. Im Unterschied zur Petersilienwurzel hat die Pastinakenrübe einen ausgeprägten Rand um den Austrittsbereich der Blätter. Die unterirdischen Pflanzenteile sind frosthart.
Ihre Laubblätter sind behaart und ein- bis zweifach gefiedert mit zwei bis sieben Fiederpaaren. Die Fiedern sind ungleich gekerbt-gesägt. Die Endfieder ist oft dreilappig. Die unteren Laubblätter sind kurz gestielt, die mittleren auf der schmalen Blattscheide sitzend und die oberen sind bis auf die Blattscheide verkümmert.

### Blütenstand, Blüten und Früchte

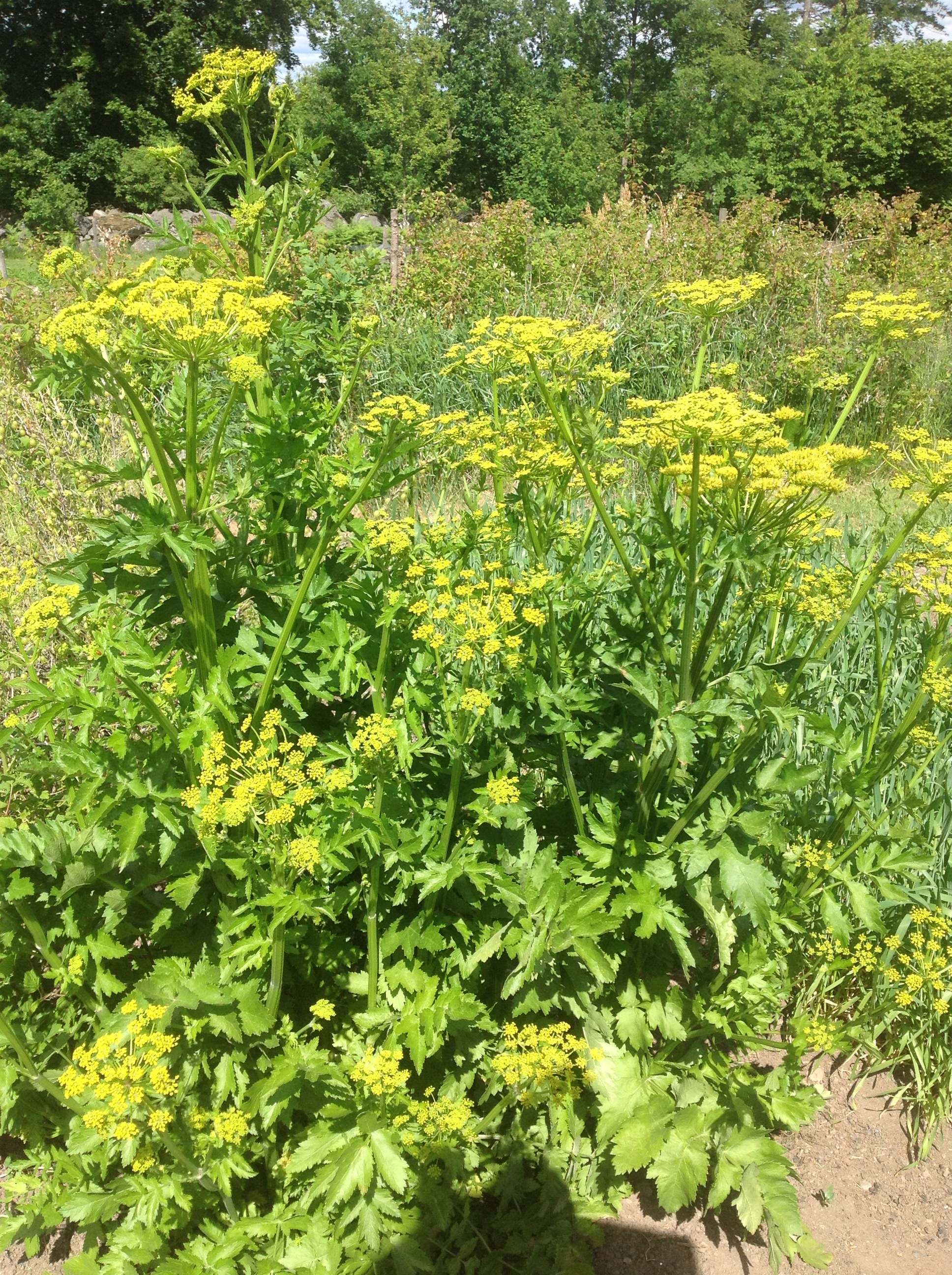
Blütenstände, zweites Jahr

Viele Blüten stehen in sieben- bis 20-strahligen doppeldoldigen Blütenständen zusammen. Hüllblätter und Hüllchenblätter sind meist keine vorhanden. Die Blüten sind zwittrig oder männlich. Die Kelchzähne sind winzig und dreieckig. Die Kronblätter sind gelb. Sie sind ausgebreitet 1,5 Millimeter lang und eingerollt 0,5 Millimeter lang. Sie sind am oberen Ende in eine ganzrandige rechteckige Spitze verschmälert. Die Blütezeit reicht von Juli bis September. Das Griffelpolster ist niedrig kegelförmig.
Die Blüten sind „nektarführende Scheibenblumen vom Heracleum-Typ“. Sie werden von Insekten aller Art besucht (Entomophilie), besonders von Zweiflüglern und Hautflüglern. Die Windbestäubung ist zwar möglich, findet jedoch praktisch nicht statt.
Die Früchte sind Doppelachänen, die in schmal geflügelte Teilfrüchte zerfallen. Es sind Wind- und Tierstreuer. Auch Zufallsausbreitung durch Huftiere und Menschenausbreitung ist möglich. Das Saatgut ist ein bis zwei Jahre gut keimfähig. Das Tausendkorngewicht entspricht 2,5 bis 4 g.

### Chromosomenzahl
Die Chromosomenzahl beträgt für alle drei Unterarten 2n = 22.

## Systematik

### Taxonomie
Die Erstveröffentlichung von Pastinaca sativa erfolgte 1753 durch Carl von Linné in Species Plantarum, Tomus I, S. 262.

### Subtaxa und ihre Vorkommen
Je nach Autor gibt es Unterarten oder Varietäten:
- Wiesen-Pastinak (Pastinaca sativa subsp. sativa var. pratensis Pers.): Die auch in Mitteleuropa heimische formenreiche Art wird auch Hammelmöhre, Hirschmöhre, Moorwurzel oder Welsche Petersilie genannt. Sie gedeiht auf Wiesen, an Trockenhängen und auf Feldrainen. Die ökologischen Zeigerwerte nach Landolt et al. 2010 sind in der Schweiz für diese Unterart: Feuchtezahl F = 2+w (frisch aber mäßig wechselnd), Lichtzahl L = 4 (hell), Reaktionszahl R = 4 (neutral bis basisch), Temperaturzahl T = 4 (kollin), Nährstoffzahl N = 3 (mäßig nährstoffarm bis mäßig nährstoffreich), Kontinentalitätszahl K = 4 (subkontinental).[7]
  - Gemüse-Pastinak (Pastinaca sativa subsp. sativa var. sativa): In diversen Zuchtsorten zur Vermarktung als Gemüse angebaut.
- Zottiger Pastinak (Pastinaca sativa subsp. sylvestris (Mill.) Rouy & E.G.Camus): Ähnlich dem Wiesen-Pastinak, aber insgesamt stark grauhaarig. Bei dieser Unterart ist die Doppeldolde flach; ihre Strahlen sind daher sehr ungleich lang.[8] - Manche Autoren stellen diese Unterart auch als Synonym zu Pastinaca sativa subsp. sativa.[6] Die ökologischen Zeigerwerte nach Landolt et al. 2010 sind in der Schweiz für diese Unterart: Feuchtezahl F = 2+w (frisch aber mäßig wechselnd), Lichtzahl L = 4 (hell), Reaktionszahl R = 4 (neutral bis basisch), Temperaturzahl T = 4+ (warm-kollin), Nährstoffzahl N = 3 (mäßig nährstoffarm bis mäßig nährstoffreich), Kontinentalitätszahl K = 2 (subozeanisch).[7]
- Brenn-Pastinak (Pastinaca sativa subsp. urens (Req. ex Godr.) Celak., Syn.: Pastinaca umbrosa DC.): Diese Unterart ist submediterraner Verbreitung.[2] Sie kommt vor in Südeuropa, Mittel- und Osteuropa, Westasien und im Kaukasusraum.[6] Bei dieser Unterart sind die Stängel fast rund und die Doldenstrahlen sind ziemlich gleich lang.[8] Die ökologischen Zeigerwerte nach Landolt et al. 2010 sind in der Schweiz für diese Unterart: Feuchtezahl F = 3w+ (mäßig feucht aber stark wechselnd), Lichtzahl L = 3 (halbschattig), Reaktionszahl R = 4 (neutral bis basisch), Temperaturzahl T = 4+ (warm-kollin), Nährstoffzahl N = 4 (nährstoffreich), Kontinentalitätszahl K = 2 (subozeanisch).[7]

## Vorkommen
Der Pastinak kommt ursprünglich von Europa bis Sibirien und zur Mongolei vor. In Afrika, Nord- und Südamerika ist er ein Neophyt. In Europa kommt er in fast allen Ländern ursprünglich vor; er fehlt nur in Island und kommt in Portugal, Irland, Norwegen und Finnland nur eingeschleppt vor.
Pastinak findet man verbreitet in Wiesen, vor allem in Wegnähe, an Böschungen, in lückigen Unkrautfluren, im Eisenbahngelände, in Steinbrüchen oder im Getreide und auf lehmigen Böden. Er gedeiht am besten auf basen- und oft kalkreichen und stickstoffhaltigen Böden. Nach Ellenberg ist es eine Lichtpflanze und eine Ordnungscharakterart wärmebedürftiger und Trockenheit ertragender, zweijähriger bis ausdauernder Ruderalfluren (Onopordetalia acanthii). Seltener kommt sie auch im Arrhenatheretum oder in Pflanzengesellschaften des Verbands Caucalidion vor.
In den Allgäuer Alpen steigt Pastinak östlich der Höflealpe bei Riezlern im Kleinwalsertal bis in eine Höhenlage von 1350 Meter auf, in Graubünden kommt er bei Arosa in 1670 Meter, bei Samedan bei 1700 Meter und im Kanton Wallis bei Simplon bei 1800 Meter vor.

## Nutzung

### Herkunft und Geschichte
Der auch von Haarwild und Schafen begehrte Pastinak ist schon seit langem Bestandteil der menschlichen Ernährung. Im Römischen Reich gehörte er zu den beliebtesten Wurzelgemüsen. Vermutlich handelt es sich bei der Pflanze namens Siser, die der römische Kaiser Tiberius (regierte 14–37 n. Chr.) aus dem germanischen Ort Gelduba (heute bei Krefeld) nach Rom importieren ließ, um den Pastinak. Das Capitulare de villis Karls des Großen schrieb den Anbau von Pastinaken vor. Der Saft der Pastinake wurde in der Zeit der großen Pestepidemie im 14. Jahrhundert als Heilmittel eingesetzt, weshalb die Pflanze auch den Beinamen Pestnacke erhielt. Für das Mittelalter nachweisbare Bezeichnungen waren neben pastinaca (domestica) und daucus graecus auch baucia (bautia) und pasternake, wobei mit Baucia im Mittelalter wohl auch die Möhre bezeichnet wurde. In der Esskultur des Mittelalters spielte stärkehaltiger Pastinak eine ähnliche Rolle, wie sie die Kartoffel in der Neuzeit übernahm.
Bis zur Mitte des 18. Jahrhunderts war der Pastinak auch in Deutschland und in Österreich wegen seiner geringen Krankheitsanfälligkeit eines der wichtigsten Grundnahrungsmittel, wurde dann aber von Karotten und den ertragreicheren und schneller wachsenden Kartoffeln weitgehend verdrängt. In Großbritannien, Irland, den USA, Frankreich, den Niederlanden, Skandinavien, Ungarn dagegen ist er bis heute als Gemüse und Würzpflanze beliebt. Besonders durch die ökologische Landwirtschaft wurde der Pastinak auch in Deutschland, Österreich und in der Schweiz wieder bekannter. In den USA wurde er schon 1609 in Virginia und 1629 in Massachusetts angebaut. In Deutschland wurde die Kultur mit Versuchen am meisten in Veitshöchheim bearbeitet.

### Anbau und Ernte

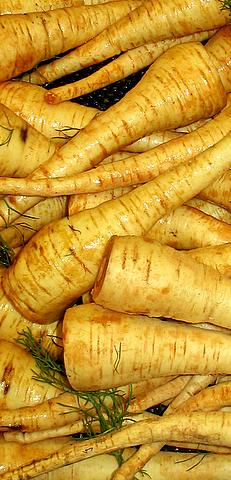
Rüben des Pastinaks („Pastinaken“)

In der Fruchtfolge steht Pastinak am besten nach Getreide oder nach Gründüngung, sowie nach Lippenblütlern oder Zwiebelgewächsen als Vorfrucht, sollte dagegen nicht nach Dill, Karotten, Petersilie und anderen Arten der eigenen Familie (Doldenblütler) folgen.
Der Gemüse-Pastinak kommt mit schwerem Boden besser zurecht als die Karotte und er duldet auch mehr Feuchtigkeit als diese. Für einen hohen Ertrag sind lehmige Böden günstig, aber auch moorige Böden sind vorteilhaft. Der pH-Wert des Bodens sollte bei 5,5 bis 7,0 liegen. Auf letzteren werden bei Zusatzbewässerung die höchsten Erträge erzielt, die bis 70 t/ha sein können. Trotzdem mögen sie keine Staunässe und werden deshalb am besten auf Dämmen angebaut. Es werden Sorten bevorzugt, die schossfest, konisch und glatt sind sowie hohen Ertrag bringen. Aussaat findet erst ab März statt, weil die Pflanzen sonst durch Kälteeinwirkung (Vernalisation) zum Schossen neigen. Später ausgesäte Sätze führen wegen kürzerer Kulturzeit zu Ertragsrückgang. Gesät wird in Doppelreihen mit einem Abstand von 35 bis 70 cm. In der Reihe beträgt der Abstand 6 bis 12 cm. Die ideale Bestandsdichte beträgt nach Abzug von nicht keimenden Samen 25 bis 30 Pflanzen/m². Eine Saattiefe von einem, besser zwei Zentimetern ist günstig. Die Keimung braucht 15 bis 20 Tage. Wird der Boden moderat bewässert und feuchtgehalten, keimt der Bestand gleichmäßiger und die Erdoberfläche verkrustet bei schwereren Böden nicht so leicht. Im Hauptwachstum von Juni bis Anfang September ist eine ergänzende Beregnung ertragsfördernd. Die Kulturzeit für die langsam wachsenden Pastinaken beträgt 160 bis 210 Tage. Kulturarbeiten und Unkrautbekämpfung sind denen der Karotte fast gleich.
Geerntet wird ab Oktober bis zum ersten Frost. Die Wurzeln werden eingelagert, um wetterunabhängig nutzfertig zu sein. Der Ertrag beträgt durchschnittlich ca. 45 t/ha. Die Wurzelgewichte schwanken von 0,1 bis 1,2 kg. Der Ackerabfall in Form von Blättern beträgt 15 t/ha. Gelagert wird um 0 °C bei einer relativen Luftfeuchte von 97 %, um Feuchtigkeitsverlust zu verhindern.

### Krankheiten und Schädlinge
Die häufigsten Pflanzenkrankheiten bei Pastinak sind Möhrenschwärze Alternaria dauci, Falscher Mehltau und Echter Mehltau sowie Cercospora-Blattflecken. Physiologisch bedingt kann auch Wurzelschorf (Streptomyces scabies) auftreten.
Die häufigsten tierischen Schädlinge sind Möhrenfliege (Psila rosae) und Blattläuse.

## Verwendung in der Küche
Der Geschmack der vorwiegend im Winter geernteten Wurzeln ist süßlich-würzig, teilweise auch herb. Dieser erinnert an Karotten und Sellerie und ist dem der Petersilienwurzel ähnlich, nur milder. Sie lassen sich backen oder kochen und zu Cremesuppen und Pürees verarbeiten. Pürierter Pastinak wird besonders wegen seines geringen Nitratgehalts als Baby-Gemüsebrei in Gläschen verkauft. Gerieben kann er wie Sellerie auch als Salat zubereitet werden. Pastinak sollte nicht zu dunkel angebraten werden, da er sonst einen bitteren Geschmack bekommt. Auch zu lange Lagerung kann Bittergeschmack hervorrufen. Zu den Klassikern der englischen Küche gehört Pastinakenpüree, Mashed parsnips, das ebenso wie Kartoffelpüree zubereitet wird, jedoch wesentlich aromatischer ist. Es wird traditionell zu gebratenem oder gegrilltem Fleisch gereicht. Ähnlich der Kartoffel werden aus Pastinak auch Chips hergestellt. Seines hohen Stärkegehalts wegen wurde Pastinak früher auch zur Herstellung von Bier und Pastinakenwein genutzt. Aus dem Saft lässt sich ein dickflüssiger Sirup kochen, der als Brotaufstrich und Süßmittel diente. Die Blätter des Pastinak können, ähnlich wie Petersilie, als Würzkraut verwendet werden. Zur Aufbewahrung werden die Wurzeln in Würfel oder Streifen geschnitten, blanchiert und anschließend tiefgefroren. Auch für Suppenmischungen werden sie verwendet. Als zerkleinerte und getrocknete Ware ist Pastinak ebenfalls gebräuchlich.

### Inhaltsstoffe

Strukturformel von Bergapten

Im Vergleich zu Karotten kommt Pastinak auf einen viermal so hohen Gehalt an Fasern, Kalium, Proteinen und Vitamin C. Außer einem hohen Anteil an Stärke enthält die ganze Pflanze Bergapten, Xanthotoxin und Imperatorin. Die Blätter, Früchte und Rüben sind reich an ätherischen Ölen und Calciumoxalat. Weiters enthalten Pastinakrüben noch Fructane mit präbiotischer Wirkung, wovon Inulin die bedeutendste Verbindung darstellt.
Auch auf Standorten, die hoch mit Stickstoff gedüngt sind, liegt der Nitratgehalt noch unter 100 mg/kg Frischsubstanz.
| Bundeslebensmittelschlüssel, Version 3.01 |        |        |         |          |           |
| Brennwert                                 | Wasser | Kalium | Calcium | Phosphor | Vitamin C |
| 249 kJ (59 kcal)                          | 82 g   | 523 mg | 47 mg   | 82 mg    | 18 mg     |

### Wirkung und Giftigkeit
Neben der Anregung des Appetits wirkt der Genuss auch harntreibend.
Beim Umgang mit Pflanzenteilen können im Zusammenhang mit Sonnenschein auf der Haut phototoxische Reaktionen durch ätherische Öle und Wiesengräserdermatitis durch enthaltene Furocumarine auftreten. Bei Pferden können neben phototoxischen Hautreaktionen auch Augenveränderungen wie Blepharitis, Bindehautentzündung, Hornhautödem und Uveitis ausgelöst werden.

## Pastinaken in der Populärkultur
In der Donald-Duck-Geschichte Das goldene Vlies von Carl Barks taucht in der deutschen Übersetzung von Erika Fuchs Pastinakenpudding als ungenießbare Mahlzeit auf. Die Donaldisten lassen daher auf ihren Kongressen jeweils den abgewirtschafteten Tagungsleiter („PräsidEnte“) öffentlich eine Schüssel Pastinakenpudding verspeisen.